# الضيق (النادرة)

تعديل مصدري - تعديل

الضيق هي إحدى قرى عزلة حدة بمديرية النادرة التابعة لمحافظة إب، بلغ تعداد سكانها 287 نسمة حسب تعداد اليمن لعام 2004.